# Éverton Cardoso da Silva
Éverton Cardoso da Silva, detto Éverton (Nortelândia, 11 dicembre 1988), è un calciatore brasiliano, centrocampista svincolato.

## Carriera

### Club
A 13 anni entrò nelle giovanili del Paraná. Nel 2007 si mise in evidenza nella Copa São Paulo de Juniores, tanto che Zetti, allenatore del Paraná, lo promosse in prima squadra.
Durante il Campeonato Brasileiro Série A 2007 fu anche convocato nel Brasile under 20; retrocesso in Série B, il Paraná fu costretto a cedere diversi giocatori e nel 2008 Éverton passò al Flamengo.
Nel 2009 ha vinto il Campionato Carioca con la squadra di Rio de Janeiro.

## Palmarès

### Competizioni statali
- Campionato Carioca: 2

Flamengo: 2009, 2017
- Taça Rio: 1

Flamengo: 2009

### Competizioni nazionali
- Campionato brasiliano: 1

Flamengo: 2009